# Fingerschale

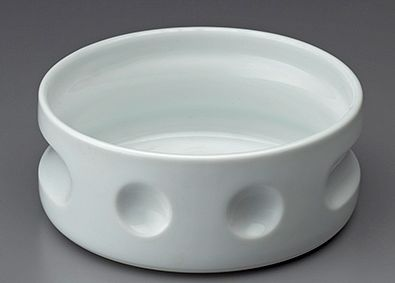
Fingerschale des japanischen Designers Masahiro Mori (1974)

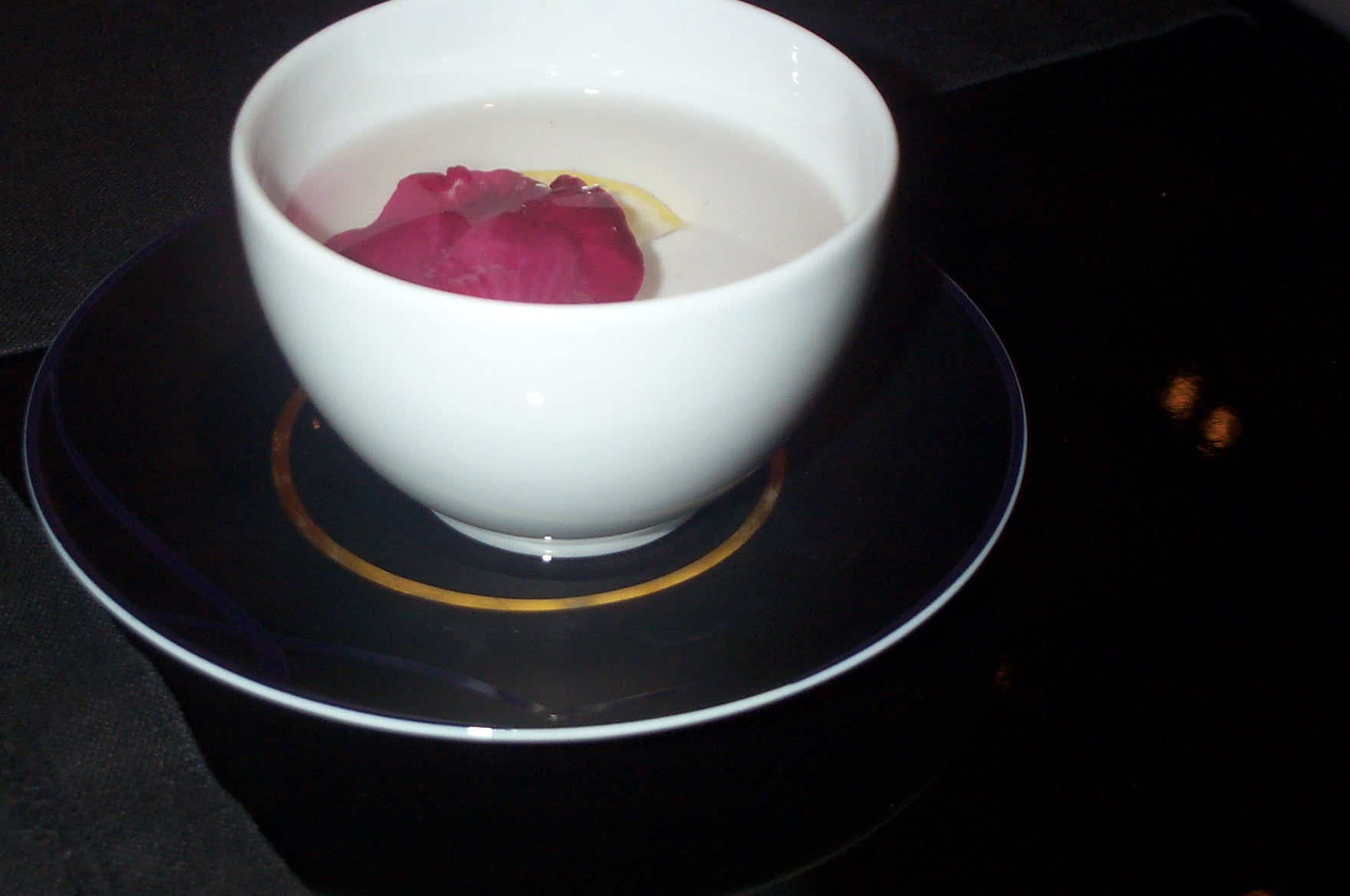
Gefüllte Fingerschale mit Zitronenspalt, dekoriert mit Rosen-Blütenblättern

Die Fingerschale ist ein Bestandteil eines Tischgedecks. Im darin servierten Wasser können die Finger gesäubert werden, ohne den Tisch zu verlassen.

## Geschichte und Verwendung
Die Verwendung von Fingerschalen ging im 17. und 18. Jahrhundert aus der Herausbildung distinguierter Tischsitten in Adels- und Großbürgerkreisen einerseits und dem Bedürfnis nach mehr Hygiene andererseits hervor. Das Essen mit Fingern wurde durch die zunehmende Verbreitung filigraner Bestecke immer weiter zurückgedrängt, entsprechend stieg die individuelle Aufmerksamkeit für die Fingerhygiene bei den Gerichten, die man weiterhin ohne Besteck zu sich nahm. Dem Besitz eines besonders vielteiligen, hochwertigen, aber auch raffiniert-nützlichen Tischgedecks, das jedem einzelnen Gast den größtmöglichen Komfort bot, kam zu der Zeit außerdem ein hohes Prestige zu.
Die Art des Gebrauchs von Fingerschalen hat sich bis in die heutige Zeit kaum verändert. Jeder Gast erhält seine eigene Schale. Sie ist üblicherweise mit lauwarmem Wasser und einer Zitronenscheibe oder -spalte befüllt. Der Saft der Zitrone dient sowohl dem Lösen von Fettspuren als auch der Geruchsneutralisierung. In früheren Zeiten wurde auch Rosenwasser verwendet, heute jedoch kaum noch. Gelegentlich werden Rosen- oder Minzblätter hinzugefügt.
Beim Anbieten sollte die Wasserverdrängung bedacht werden, die durch das Eintauchen der Finger entsteht. Die Schale sollte also nicht zu voll sein. Der Gast sollte wiederum niemals, selbst wenn die Größe der Schale das zulassen sollte, die Hand ganz hineintauchen, sondern immer nur die Finger. Zur Fingerschale wird eine weitere, separate Serviette zum Trocknen der Finger bereitgestellt.
Den Inhalt der Fingerschale als Aperitif oder zusätzliches Getränkeangebot misszuverstehen und zu trinken, sollte vermieden werden. Entsprechende Anekdoten sind weit verbreitet und tragen Züge einer Modernen Sage. Einer dieser Vorfälle soll sich etwa am Hofe des „Sonnenkönigs“ Ludwig XIV. zugetragen haben. Bei einem Festbankett nahm angeblich ein junger Adliger aus der Provinz einen kräftigen Schluck aus der Fingerschale, was zu Naserümpfen und Gelächter an der Festtafel führte. Ludwig XIV. soll die unangenehme Situation zugunsten des beschämten Jünglings aufgelöst haben, indem er seine Fingerschale ebenfalls leerte, was die übrigen Gäste ihm nachtun mussten und was das Gelächter sogleich verstummen ließ. Ähnliche Geschichten werden jedoch auch diversen anderen Staatsmännern und -frauen zugeschrieben, womit man jeweils ihr besonderes Taktgefühl illustrieren will. Einem solchen Missverständnis rechnet man auch den heute verbreiteten Gebrauch von Sektschalen zu. Bei der Imitation von höfischen Gebräuchen hat man in Adels- und bürgerlichen Kreisen die Fingerbecher und Bonbon-Schalen irrtümlich für Trinkgläser gehalten und sie entsprechend falsch benutzt. 
Heute werden Fingerschalen zu privaten Anlässen nur noch selten angeboten, und dann meist nur zu servierten Speisen, die unter Zuhilfenahme der Finger gegessen werden. Zu Speisen, bei denen Fingerschalen zum Einsatz kommen können, gehören Krusten- und Schalentiere wie Hummer, Flusskrebse und Austern, Aale, Artischocken oder verschiedene Arten von „Fingerfood“, sofern dieses im Rahmen eines Menüs und nicht eines Buffets angeboten wird.
Eine ähnliche Funktion wie den Fingerschalen kommt heute feuchten Erfrischungstüchern zu, die in vielen gastronomischen Betrieben, Zügen und Flugzeugen angeboten werden. Diese Einmalprodukte säubern die Hand mit synthetischen Inhaltsstoffen und bedienen sich häufig ebenfalls des Zitronenaromas. In gehobenen japanischen Restaurants ist neben den auch dort anzutreffenden Fingerschalen das Anbieten eines Oshibori, eines feuchten Handtuchs, verbreitet, das jedoch üblicherweise vor dem Essen verwendet wird, um Hände und Gesicht zu reinigen.